# Linda Nosková
Linda Nosková (Přerov, 17 de noviembre de 2004) es una tenista profesional de la República Checa.
Nosková tiene un ranking de individuales WTA más alto de su carrera, No. 25, logrado el 26 de agosto de 2024. También tiene un ranking WTA más alto de su carrera, No. 60 en dobles, logrado el 19 de agosto de 2024.
Nosková hizo su debut en el cuadro principal de Grand Slam en el Abierto de Francia de 2022 después de pasar la clasificación, lo que la convierte en la jugadora checa más joven en competir en un Grand Slam desde Nicole Vaidišová con (17 años y 127 días) en el US Open de 2006 y la jugadora más joven en clasificarse para el torneo grande desde Michelle Larcher de Brito, de 16 años, en 2009.
Alcanzó el top 100 en el No. 94 del mundo el 1 de agosto de 2022 después de su actuación en semifinales en el Torneo de Praga, y alcanzó su mejor ranking hasta el momento el 9 de enero de 2023 el Nº56 de la WTA al perder la final del WTA 500 de Adelaida I en Australia delante de la Bielorrusa Aryna Sabalenka por 6-3 y 7-6(2).

## Títulos WTA (1; 1+0)

### Individual (1)
| Leyenda              |
| Grand Slam (0)       |
| Juegos Olímpicos (0) |
| WTA Finals (0)       |
| WTA 1000 (0)         |
| WTA 500 (1)          |
| WTA 250 (0)          |

| N.º | Fecha                | Torneo    | Superficie | Oponente en la final | Resultado   |
| --- | -------------------- | --------- | ---------- | -------------------- | ----------- |
| 1.  | 24 de agosto de 2024 | Monterrey | Dura       | Lulu Sun             | 7-6(6), 6-4 |

#### Finalista (2)
| N.º | Fecha               | Torneo     | Superficie | Oponente en la final | Resultado   |
| --- | ------------------- | ---------- | ---------- | -------------------- | ----------- |
| 1.  | 8 de enero de 2023  | Adelaida I | Dura       | Aryna Sabalenka      | 3-6, 6-7(4) |
| 2.  | 5 de agosto de 2023 | Praga      | Dura       | Nao Hibino           | 4-6, 1-6    |

### Dobles (0)
| Leyenda              |
| Grand Slam (0)       |
| Juegos Olímpicos (0) |
| WTA Finals (0)       |
| WTA 1000 (0)         |
| WTA 500 (0)          |
| WTA 250 (0)          |

#### Finalista (1)
| N.º | Fecha                 | Torneos  | Superficie    | Pareja            | Oponentes en la final                | Resultado   |
| --- | --------------------- | -------- | ------------- | ----------------- | ------------------------------------ | ----------- |
| 1.  | 11 de febrero de 2024 | Abu Dabi | Dura          | Heather Watson    | Sofia Kenin Bethanie Mattek-Sands    | 4-6, 6-7(4) |
| 2.  | 20 de abril de 2025   | Ruan     | Tierra batida | Irina Khromacheva | Aleksandra Krunić Sabrina Santamaria | 0-6, 4-6    |